# اسپینال زد
اسپینال زد (به انگلیسی: Spinal-Z) نوعی دارو به صورت کپسول خوراکی از فراورده‌های گیاهی برای درمان سرطان‌های دستگاه گوارش فوقانی به خصوص معده است که به شکل کپسول و داروی خوراکی تولید می‌شود. این دارو نخستین بار در ایران ساخته شده و کلیه مراحل تولید آن از تهیه مواد اولیه تا انتهای چرخه تولید در داخل کشور انجام می‌شود.